# Моравско-вардарска долина
Моравско-вардарска долина преставља пространу низинску линију, која полови северни труп Балканског полуострва, и која својим пространим и разгранатим сливом влада знатним просторијама на полуострву. Али њена је главна важност у томе што доводи у додир области Панонске (Угарске) равнице с областима Егејског и Средоземног мора, и што преставља најкраћи сувоземни пут из средње и западне Европе за Суецки канал и за Индију.